# Büg bei Eggolsheim
Das Naturschutzgebiet Büg bei Eggolsheim liegt auf dem Gebiet des Marktes Eggolsheim im oberfränkischen Landkreis Forchheim.

## Beschreibung
Das Gebiet erstreckt sich südwestlich des Hauptortes Eggolsheim. Am westlichen Rand des Gebietes fließt der Main-Donau-Kanal, etwas entfernt westlich die Regnitz und durch das Gebiet hindurch der Sittenbach. Unweit östlich verlaufen die St 2244 und die A 73.

## Bedeutung
Das 65,70 ha große Gebiet mit der Nr. NSG-00642.01 wurde im Jahr 2004 unter Naturschutz gestellt. Es handelt sich um eine Sandterrasse der Regnitz mit angrenzendem Altwasser.